# Јанош (Ђаковица)
Јанош (алб. Janosh) је насељено место у општини Ђаковица, на Косову и Метохији. Према попису становништва из 2011. у насељу је живело 318 становника.

## Становништво
Према попису из 2011. године, Јанош има следећи етнички састав становништва:
| Националност | 2011.        |
| Албанци      | 268 (84,28%) |
| Египћани     | 45 (14,15%)  |
| Ашкалије     | 5 (1,57%)    |
| Укупно       | 318          |

| Демографија | Демографија | Демографија |
| Година      | Становника  | Становника  |
| ----------- | ----------- | ----------- |
| 1948.       | 241         |             |
| 1953.       | 260         |             |
| 1961.       | 264         |             |
| 1971.       | 273         |             |
| 1981.       | 283         |             |
| 1991.       | 356         |             |
| 2011.       | 318         |             |